# 恩宁路
恩宁路位于廣東省广州市荔湾区，是一条有浓厚西关特色的道路。

## 歷史
清代广州四大家族“潘、卢、伍、叶”中的叶廷勋家族，在恩宁路的大地旧街兴建了狮山叶公祠，常接待名流雅士如伊秉授、曾燠、阮元、何凌汉（何绍基父亲）、李威、玉辂、吴荣光、谢兰生、张维屏等。大地街一带还聚居不少文人士绅，如清顺德书画家张墨池有住所荷香馆于叶公祠傍，吉祥坊则有书画世家熊景星的吉羊溪馆（羊通祥字）。

### 概覽
其东起宝华路，西北至多宝路与龙津西路相连，长1115米，宽18米，双向两车道，目前车辆通行方向为双向行驶。1931年扩建成路，因原来由东至西分别为十一甫、恩宁东路、恩宁钟巷、恩宁北路和恩宁市，故采用“恩宁”为路名。其与龙津西路、第十甫路、上下九步行街骑楼相连，成为广州最完整和最长的骑楼街，两侧内街有连片的西关大屋、竹筒屋，著名的有泰华楼、广东八和会馆、李小龙祖居、詹天佑故居、张活游故居、金声电影院、宝庆大押、銮舆堂等。
恩寧路有大觀河流經，昔日為西關最繁華之地，涌上的八座橋清朝名為「八橋之盛」。在恩寧路北，十二甫西側，下西關涌上源兩支匯於匯源橋北。恩寧路南，十二甫西側，逢萊正街口有蓬萊橋。
1966年文化大革命時期，當局為紀念向秀麗而將馬路改稱秀麗一路，1981年復名恩寧路。

## 地區改造

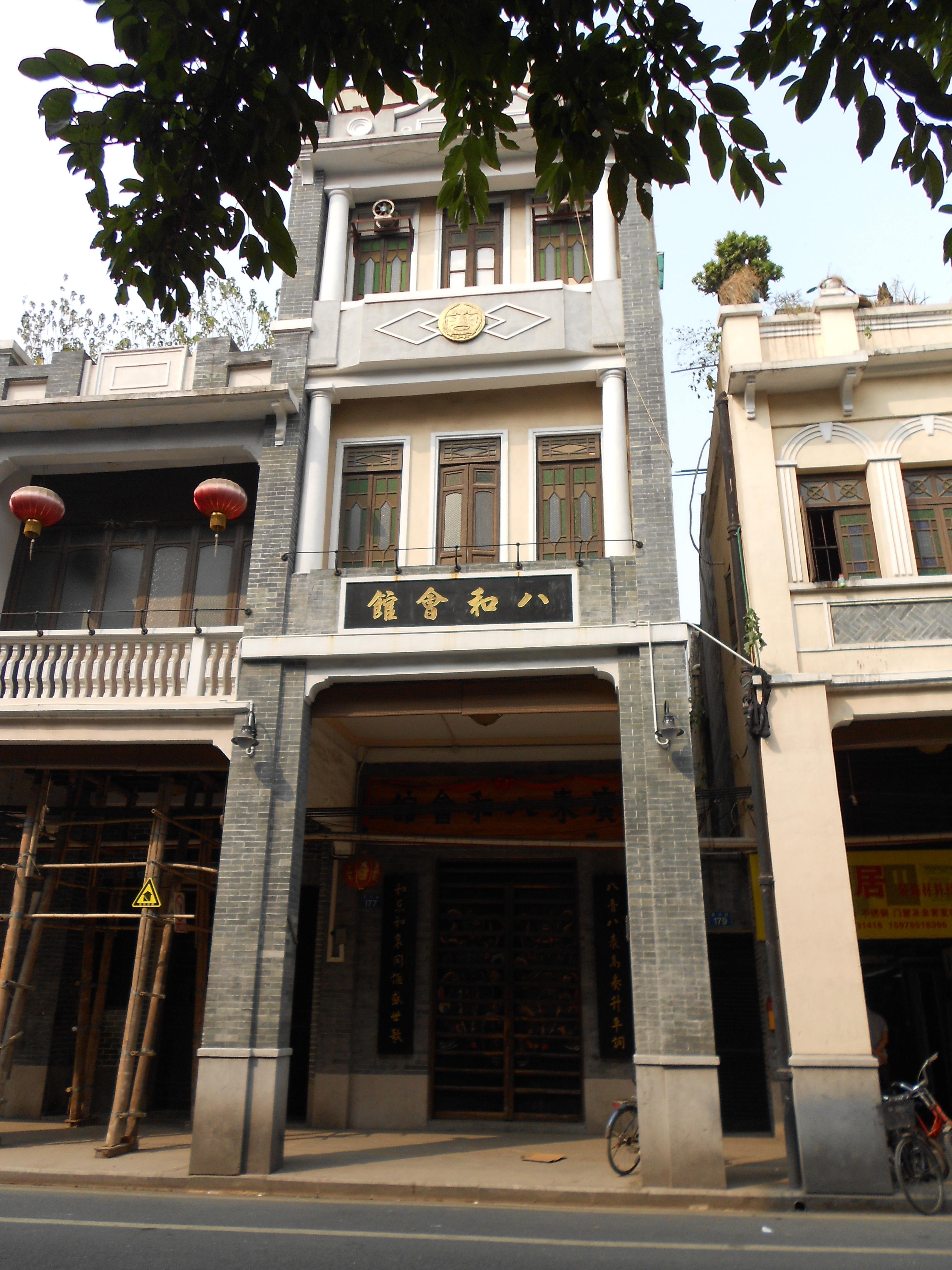
廣東八和會館

### 時間一覽
2006年11月，新履職的荔湾区委书记刘平首次提及恩宁路改造，表示恩宁路危破房改造项目将实行新模式，是广州市旧城改造的试点和未来的范例。
2006年12月25日政府某会议分组讨论中，时广州市市长张广宁，表示荔湾区可以考虑在恩宁路改造工程上，试点由市、区两级政府共同做好居民的搬迁安置工作后，请有信用的房地产公司提出建设方案以及实施效果，经政府审定后交由开发商建设。此时广州由1999年政府颁令“旧城改造不让开发商参与”的禁制政策释放改动迹象。
2007年3月，恩宁路改造项目正式对外招商，广州市委在原来“南拓、北优、东进、西联”“八字方针”的战略基础上，提出了“中调”的战略。在中共广州市第九次代表大会上，时任广州市市长张广宁说：“如果开发商提出的改造方案很好，甚至非常符合岭南文化的特色，达到‘修旧如故’的效果，我们为什么不选择呢？”
2007年9月，荔湾区恩宁路的改造工程成为旧城改造新模式的试点，政府开始允许开发商参与改造。
2007年5月，恩宁路连片危破房改造项目11日正式开始动迁。有关负责人表示，八和会馆、李小龙旧居以及恩宁路沿街的骑楼都将得到保留，而金声电影院将被拆除。
2007年7月，经传媒报道后，广大市民关注和热议，原有方案被推翻。時广州市市长张广宁要求“由市规划局牵头，重新认真、慎重考虑恩宁路骑楼街的规划方案”。
2007年8月，恩宁路保护方案公布，李小龙故居、八和会馆、宝庆大押、銮舆堂、泰华楼和一片古老民居等6处建筑被列为重点保护对象。金声电影院、各式骑楼和现有的学校、医院等7栋公共设施以及几十棵大树也被列入保护名单。大量的石板街巷都将尽量保持原有风貌。
2008年11月，恩宁路规划区内正式开始拆迁。
2009年12月， 广州市政府公布《广州市旧城更新改造规划纲要》，荔湾区政府公布《恩宁路历史文化街区保护开发规划方案》，并向公众咨询意见。同时，有小部分先行搬迁的街坊因其舊居被納入保護，從而要求废弃之前与政府签订的合同。
2010年1月，183户居民联名反对恩宁路规划方案，并与荔湾区规划局副局长对话。
2010年3月，荔湾区政府在赴港招商会上，首次提出将恩宁路老街区建成丽江古镇式的首个岭南特色西关古镇旅游文化区。
调查统计经过11年拆迁征收，截至2019年，恩宁路社区被地产开发一期范围内，仍有20户居民留守，而二期范围内至少还有400多户。

#### 片區概況
2007年起，荔湾区政府对该路段进行大规模的旧城改造（连片危破房改造项目），总面积81146平方米，需要动迁1950户居民，骑楼建筑和历史文化建筑都声称会保留。當時被确定的恩宁路拆除红线范围为11万平方米，包括多宝大厦以南、吉祥坊以西的部分地区。清拆图则显示，除八和会馆和临街的几座骑楼，以及西关培正小学和临街的200多米骑楼街标着“保留”字样外，从金声电影院的宝华路口往西，到西关培正小学的整片骑楼街当时均在清拆范围。整体清拆于2008年11月7日开始。
2012年3月16日，广州市国土房管局在恩宁路公示了“调整恩宁路拆迁范围及拆迁实施单位的公告”。相比2007年，这份新的拆迁名单保留了约1.6万平方米拆迁用地，其中包括221栋骑楼和历史建筑，以及恩宁路地块内部分历史特色建筑。在新的公告中，保留了西式建筑风格的吉祥坊1号以及36号、38号、52号等房屋，但吉祥坊5号、7号、11号等多栋曾被专家建议保留的建筑，早已被先行拆毁。

### 民间保育
在清拆消息流出后，引起公眾擔心地區改造可能成为第二个荔湾广场，思遗更坏结果会是破坏历史街区。
豆瓣网上一班本地青年开始发起成立了“关注广州旧城改造小组”，周末必去恩宁路，在地铁长寿路站集中，吃完肠粉、云吞面，便到社区中拍照、访谈、记录相关事物，小组高峰时有近600位成员。当时小组用了半个月时间完成106个社区居民调查问卷；小组成员亦会在项目设计负责人的学术论坛现场追问有关问题；在政府接访中递交翔实专业的可行性建议报告等。
在新浪微博上当时亦有相关的“恩宁路学术关注组”活跃，侧重记录恩宁路历史，做口述访谈，编撰恩宁路社区志，制作过《恩宁路社会影响评估》和《恩宁路改造项目规划意见书》，并且密切关注恩宁路改造的前程，不时在网络空间对改造施工过程中的细节提出抗议，还模仿过“江南STYLE”在微博制作发布“恩宁STYLE”，用说唱音乐讽刺政府对民意的忽视。

### 破壞
恩宁路危房改造工程在动迁方面，只为有产权的居民提供回迁方案，而且是回迁到距离这地块约一公里外的待建小区，其余公私房租客部分要迁到靠近佛山市南海区大沥镇黄岐的金沙洲新社区，部份迁到天河区的珠江新城，部分自谋出路，令广州的传统民俗文化消亡，持普通話、各地方言或「唔鹹唔淡」粵語的外地租客開始湧入，旧城空心化。
有恩宁路旧街坊认为，旧城改造不仅是兴建新楼宇，还需要让土生土长的西关人安住于西关，“如果西关街坊都搬到很远的地方，谁来讲述西关历史？重塑西关历史文化又从何而谈？让本土居住的人留在本地才是最重要的，根的传承还得依靠原住民”。
外地拆迁队在恩宁路野蛮施工的情况亦屡见不鲜，有人甚至多次在留守的街坊的眼皮底下，强行把有价值的建筑物、建筑构件破坏甚至搬走，大量文物建築損毀。当局亦没有对这些其聘用的公司行为作出任何有阻吓力的处罚。2013年1月，荔枝灣揭蓋復涌工程對泰華樓造成損壞，大量市民表示不滿。
改造工程也摧毁了许多大家耳熟能详的古街巷，按现行做法，这些街巷名字将在地理上彻底消失。
粤剧大师红线女在2012年3月7日广州电视台《夜间新闻》的专访中说：“不是为起间屋而起间屋，不是为起博物馆而建一间博物馆，恩宁路唔能够代表粤剧，无错以前很多粤剧人员住在西关，但是住在西关，不是恩宁路是西关，但也有很大部分人住在河南”。她认为当局兴建博物馆应召集更多粤剧界的人士商讨展出内容，而不是简单地将视频资料罗列出来。

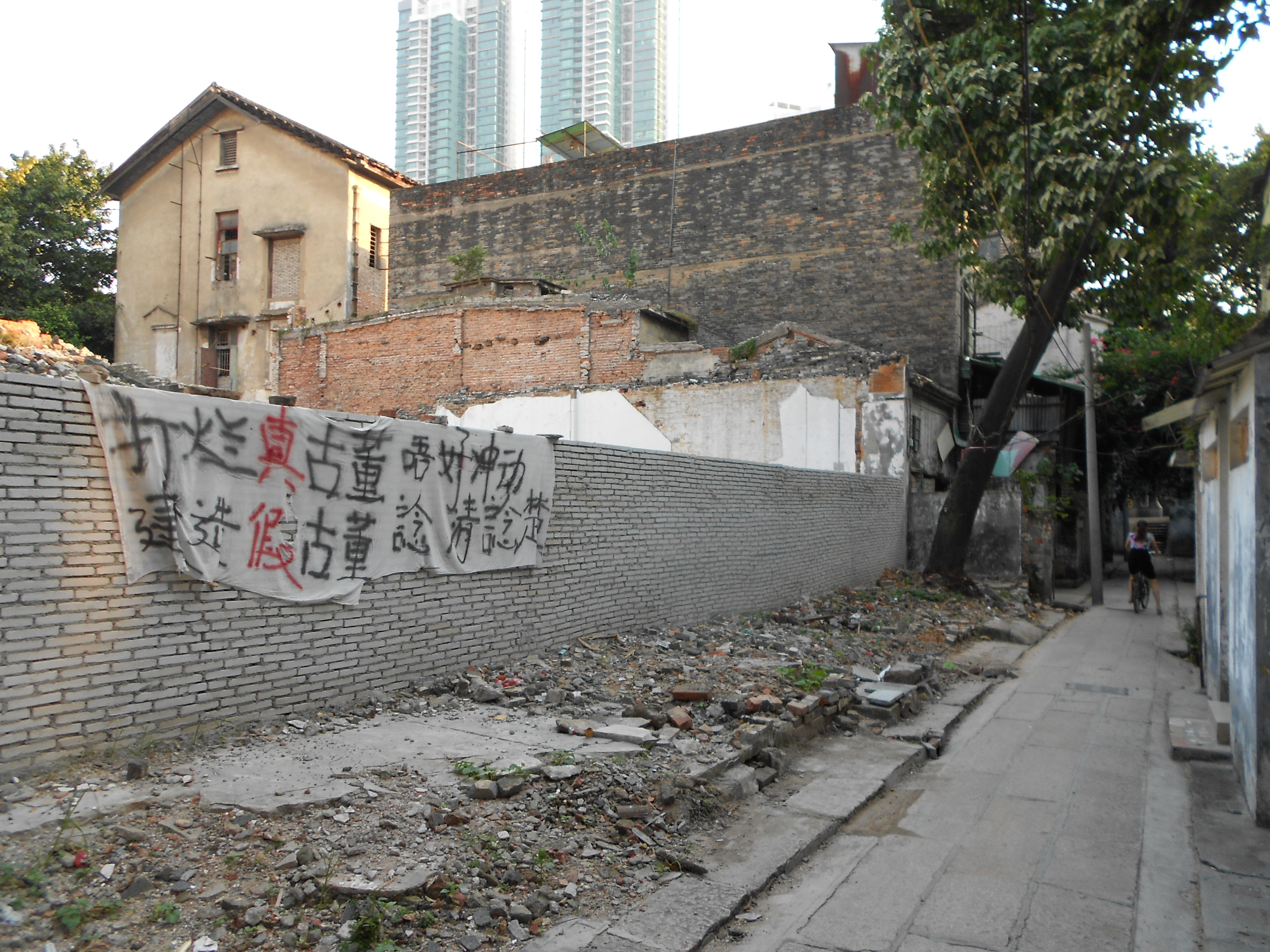
居民在废墟中挂上横额抗议当局盗取地上的麻石用以铺设别处的新广场，讽刺当局造假。用麻石铺设街巷是中华民国大陸時期的西关特色
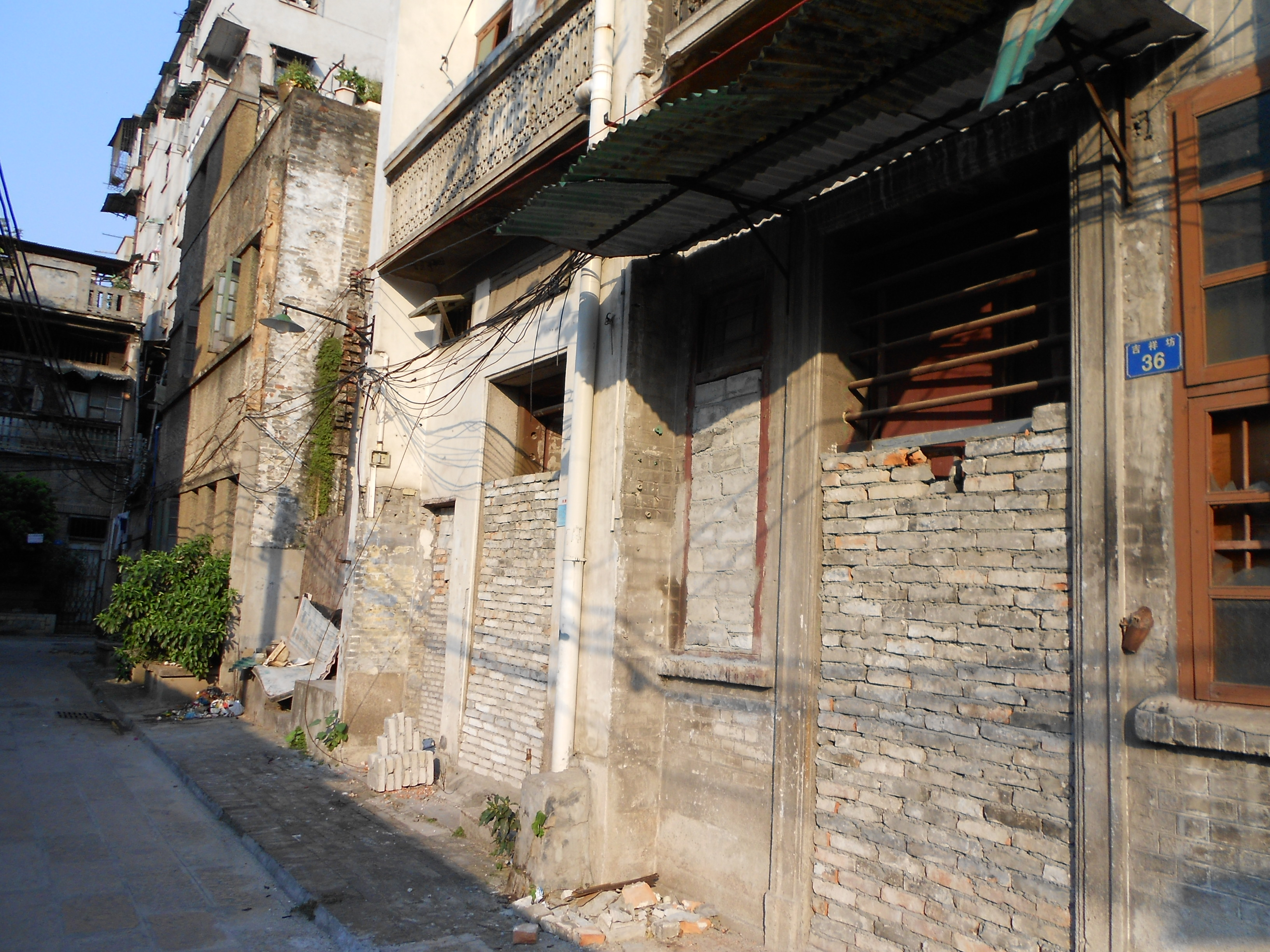
待拆的房屋，窗戶和趟籠門均被砌上磚頭
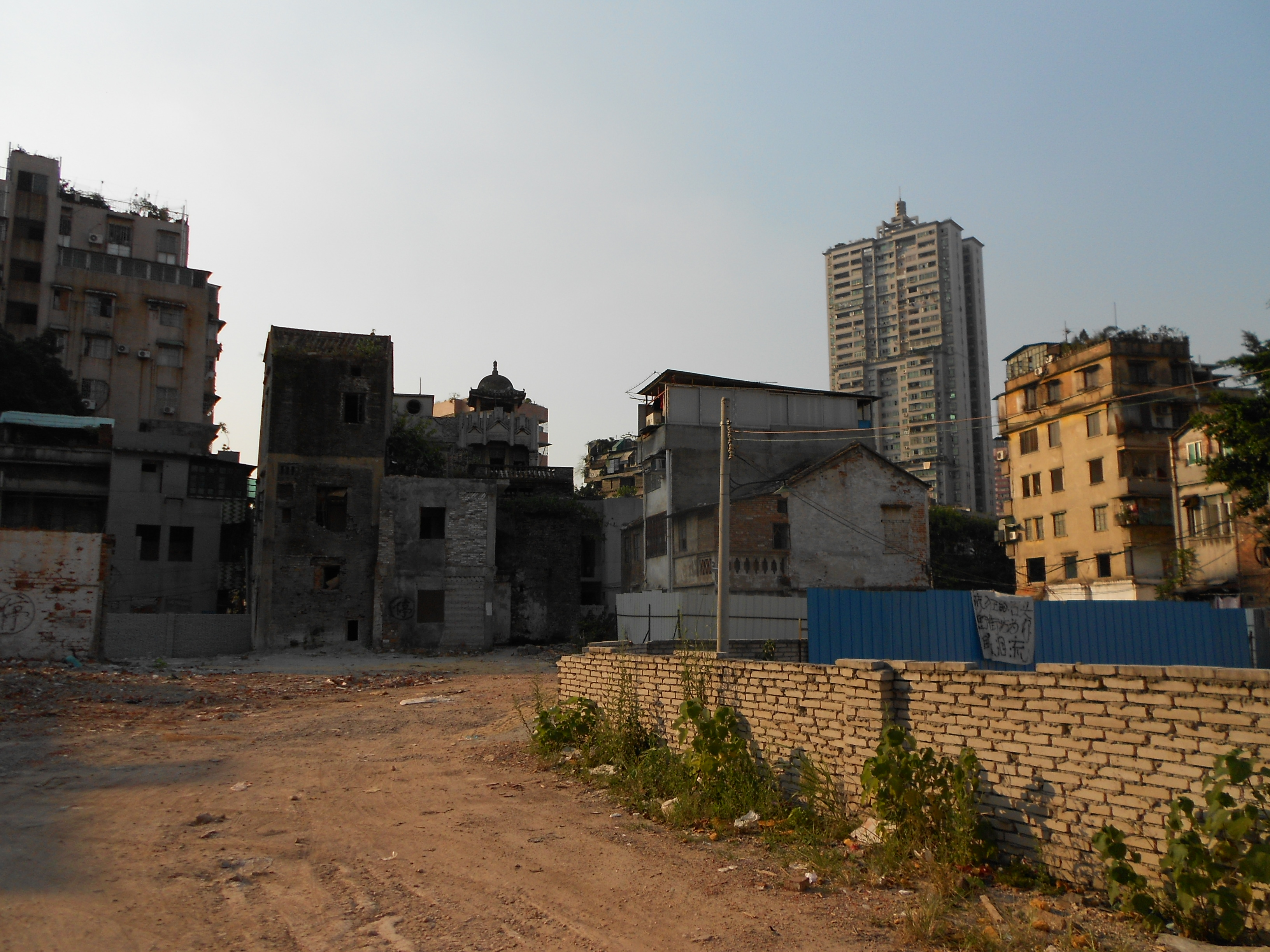
大量的房屋被清拆後，变成一块空地
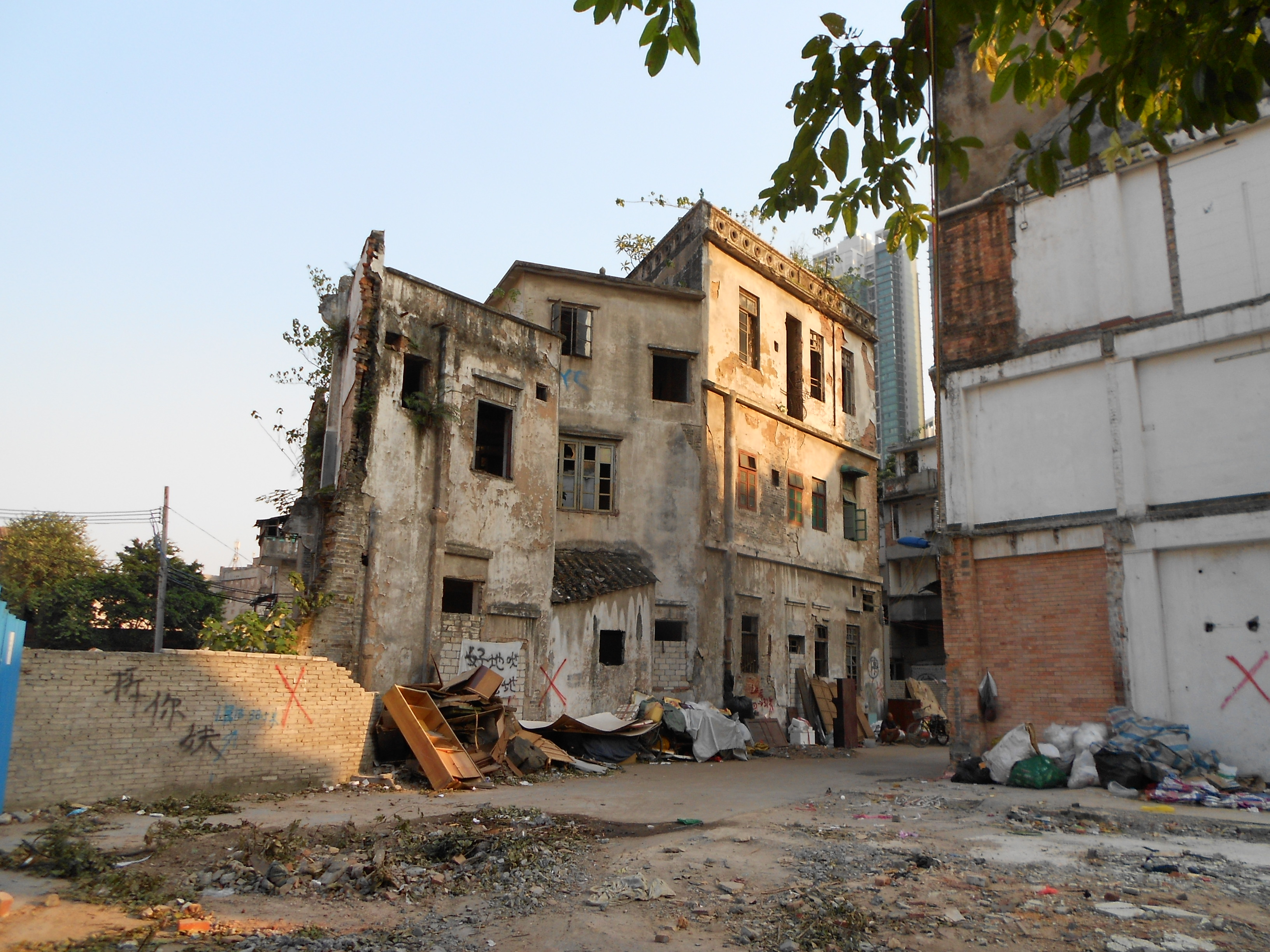
到处是颓垣败瓦
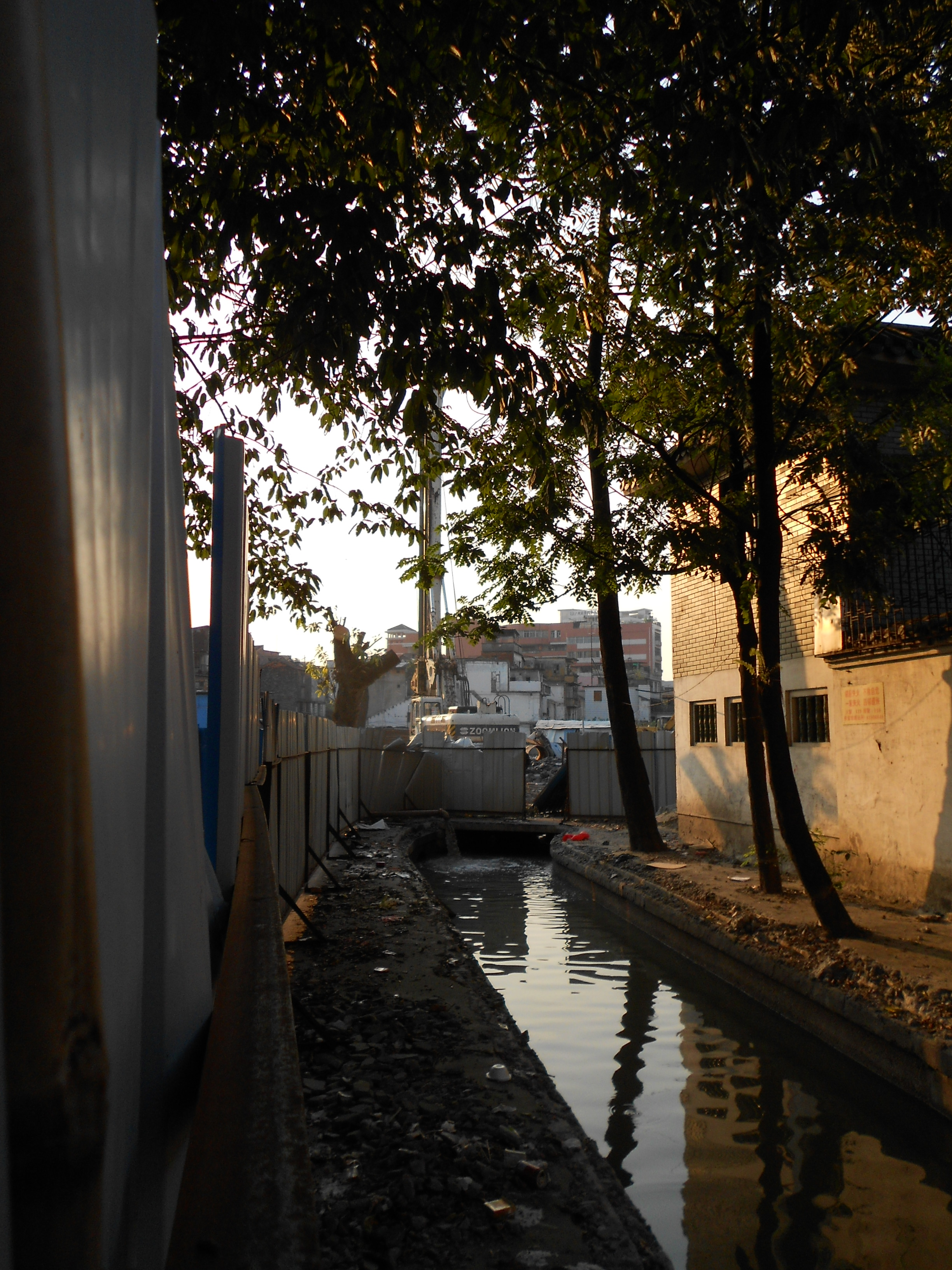
泰華樓，這是荔枝灣揭蓋復涌工程剛揭蓋，但尚未對其造成破壞時的情景

### 地產建設
2015年11月11日，荔湾区政府常务会议纪要审议通过《关于开展永庆片区微改造的请示》，同月內部會議還通过《永庆片区微改造建设导则》、《永庆片区微改造方案》、施工图和《永庆片区创意办公社区产业管理导则》。之後由荔湾区旧城改造项目中心公开招商，首次招标發佈由2016年2月17日开始，先后在广州产权交易所、南方日报刊登公示。之後广州万科中标，將此片改造定名永庆坊，总投资5,534万元，于2016年10月开放运营，被改造范围包括永庆大街、永庆一巷、永庆二巷、至宝大街、至宝西一巷，連片大屋內部被徹底改建連接，成為众创办公、青年公寓、教育培训設施的集合體。根据广州产权交易所挂出的招商公告，永庆片区微改造实施，由投资方导入共享办公空间为主的创意创业产业园，包括众创办公、教育营地、长租公寓、生活配套等产业，其中众创办公面积指定不得少于2000平方米。广州大学汤国华教授认为有关改造虽保留街巷肌理，但建筑整体与内部改动过多，改变历史街区风貌较大。而改造项目缺乏相應规划许可、施工许可证明等，存在未经规划审查、程序&技术等方面的缺失。
2017年12月中新出的恩宁路街区规划，確定北片區大觀河以南大部分為商業發展用地，僅對少量建築作出開發限制。荔湾区委书记危伟汉表示恩宁路永庆坊片区，被列入建设部传统历史文化街区挖掘和保护利用的全国十个试点区之一，永庆坊的第二期改造规划了约六七千平方米的试验区，改造面积大概有五六万平方米。
2018年4月公布的《恩宁路历史文化街区试点详细设计及实施方案》中标结果，显示广州市城市规划设计所、广州市城市规划勘察设计研究院、伍德佳帕塔设计咨询（上海）有限公司联合体中标，参与恩宁路新二期改造。其中上海公司正是上海新天地的设计单位，改以往上海、佛山开发路线，方案包括有新建租赁住房吸引新入住。发展定位从一期招商时的产业园，改为西关历史文化创意街区。
荔湾区旧城改造项目中心在2018年6月底，将片区内已征未拆和拟复建的7万平方米房屋进行对外招商，计划开发成创意办公区、滨水文化餐饮（酒吧）配套、时尚商业（体验式）及综合配套等，预计总投资达1.07亿。

### 營運模式
恩宁路改造被列為广州探索BOT模式（建设-经营-转让）社区微改造项目之一，招攬企业改造及營運街區設施，荔湾区政府持有被改造街區的经营权，企業則優先享有15年經營權限。

## 与之交汇道路
顺序由西往东排列：
- 第十甫路、宝华路
- 丛桂路
- 蓬萊路
- 多宝路、龙津西路

## 公共交通
- 广州地铁1号线黃沙站
- 广州地铁6号线黃沙站

均在鄰近恩寧路位置設有出口。